# Burgas
Burgas (en búlgaro, Бурга̀с) es una ciudad del este de Bulgaria, la cuarta más poblada del país. Tiene una población estimada, a mediados de 2022, de 210 566 habitantes.
Es la capital de la provincia de Burgas, la más extensa del país, y del municipio de Burgas. Se sitúa en la costa búlgara del mar Negro y constituye un centro turístico e industrial. Los lagos de Burgas se encuentran alrededor de la ciudad.

## Historia

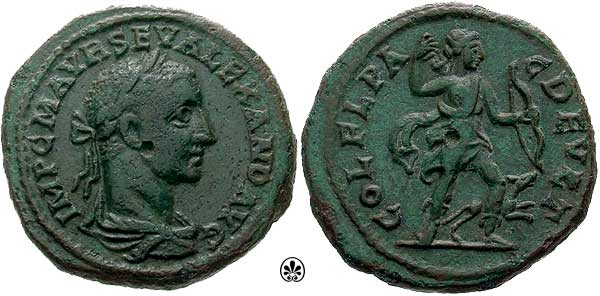
Moneda de Alejandro Severo celebrando la colonia Flavia Deultum

Burgas es la sucesora de la ciudad griega de Pirgos (Πύργος), fundada por colonos de Apolonia como un puesto militar y de observación contra Mesembria, el otro establecimiento importante en la región.
Además de Pirgos, la ciudad actual se extiende sobre el área de otros tres antiguos establecimientos: Kastiacion, Skafida y Rossokastron. Los primeros habitantes de la ciudad eran tracios. Los arqueólogos han encontrado más de 250 objetos relacionados con la agricultura y la obtención de sal. Son los artefactos más antiguos jamás encontrados en toda la costa del mar Negro, además de Turquía y el Cáucaso. A 15 km al suroeste de Burgas está la antigua ciudad romana de Deultum que había sido una colonia militar. Aquí se había construido un centro clínico cerca de las muchas aguas termales de la zona, siendo la más célebre Aquae Calidae.
En la Edad Media, una pequeña fortaleza llamada Pirgos (siendo Πύργος "torre" en griego) fue erigida en el lugar y utilizada muy posiblemente como atalaya. Recién en el siglo XVII un establecimiento llamado Ahelo-Pirgas creció en el área moderna de la ciudad. Más adelante fue renombrado a Bourgas. Tenía solamente alrededor de 3000 habitantes, la mayoría de ellos griegos en el momento de la Liberación. La ciudad empieza a crecer gracias al comercio y a la exportación de harina. Es en el siglo XVII cuando se la designa con su actual nombre.
Pronto se convirtió en el mayor centro en la costa búlgara del mar Negro, y en una ciudad de industria y comercio bien desarrollados. Gran cantidad de compañías de aceite y de productos químicos fueron construidas gradualmente. La sal y el hierro se extraen y se comercian en el exterior.
La ciudad es liberada del poder turco el 6 de febrero de 1878 gracias al ejército ruso. En aquellos tiempos habitan unas 2950 personas, principalmente turcos, armenios, judíos, búlgaros y griegos. El primer alcalde de la ciudad liberada es Niko Popov.
Una etapa importante del desarrollo económico de la ciudad es la construcción del puerto marítimo el año 1903. En 1903 también abrió el ferrocarril en Burgas, dando un empuje adicional al crecimiento de la ciudad. Burgas, a diferencia de muchas otras ciudades búlgaras, no fue muy afectada por el tipo de urbanización comunista y ha mantenido buena parte de su arquitectura del siglo XIX y principios del siglo XX.

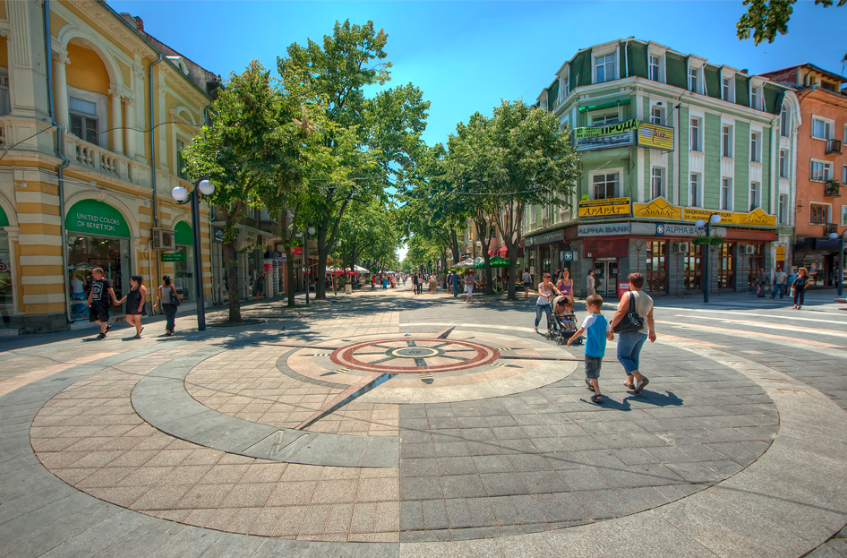
Burgas en el

El 1 de enero de 1976 Burgas empieza a unirse a los pueblos habitados más cercanos. En el año 2007 algunos barrios todavía no tenían instalado un sistema de canalización y de calles asfaltadas. En 2008 se creó un plan de mejora de sus infraestructuras.
Hoy en día, el puerto local es el más grande de Bulgaria, añadiéndole importancia a la economía de la región. La ciudad también alberga exhibiciones nacionales anuales y festivales internacionales y tiene una dinámica población estudiantil de más de 6000 estudiantes que se añade a los atractivos de la ciudad.

## Economía
La situación geográfica de Burgas es de gran importancia estratégica ya que permite utilizar todos los tipos de transporte (terrestre por carretera y ferrocarril, aéreo y marino). Es una ciudad portuaria con su propio aeropuerto de Burgas y cuenta con unas buenas infraestructuras terrestres, lo que permite desarrollar cualquier tipo de industria. Según empresarios extranjeros, las ventajas en Burgas son las desarrolladas infraestructuras, el puerto totalmente finalizado desde el punto de vista industrial y la cercana refinería. El puerto de Burgas es el más grande de Bulgaria y con mayor tráfico. En octubre de 2009 en Burgas tenía un 4'36% de paro. El comercio también es un factor muy desarrollado. En Burgas existen muchas cadenas de supermercados. La infraestructura económica ha cambiado mucho en los últimos años. Muchas fábricas han sido derribadas y en su lugar se han construido centros comerciales.

## Educación
Burgas es conocido con su Universidad Asen Zlatarov construida en 1963 con el título de Instituto químico-tecnológico superior. También cuenta con un Colegio de Turismo, Colegio Técnico y un Colegio de Medicina. En la ciudad también se encuentra la Universidad Libre de Burgas. Creada en 1991 es reconocida por sus nuevos métodos de enseñanza y su original edificio, representante de la arquitectura moderna en la ciudad.

## Monumentos

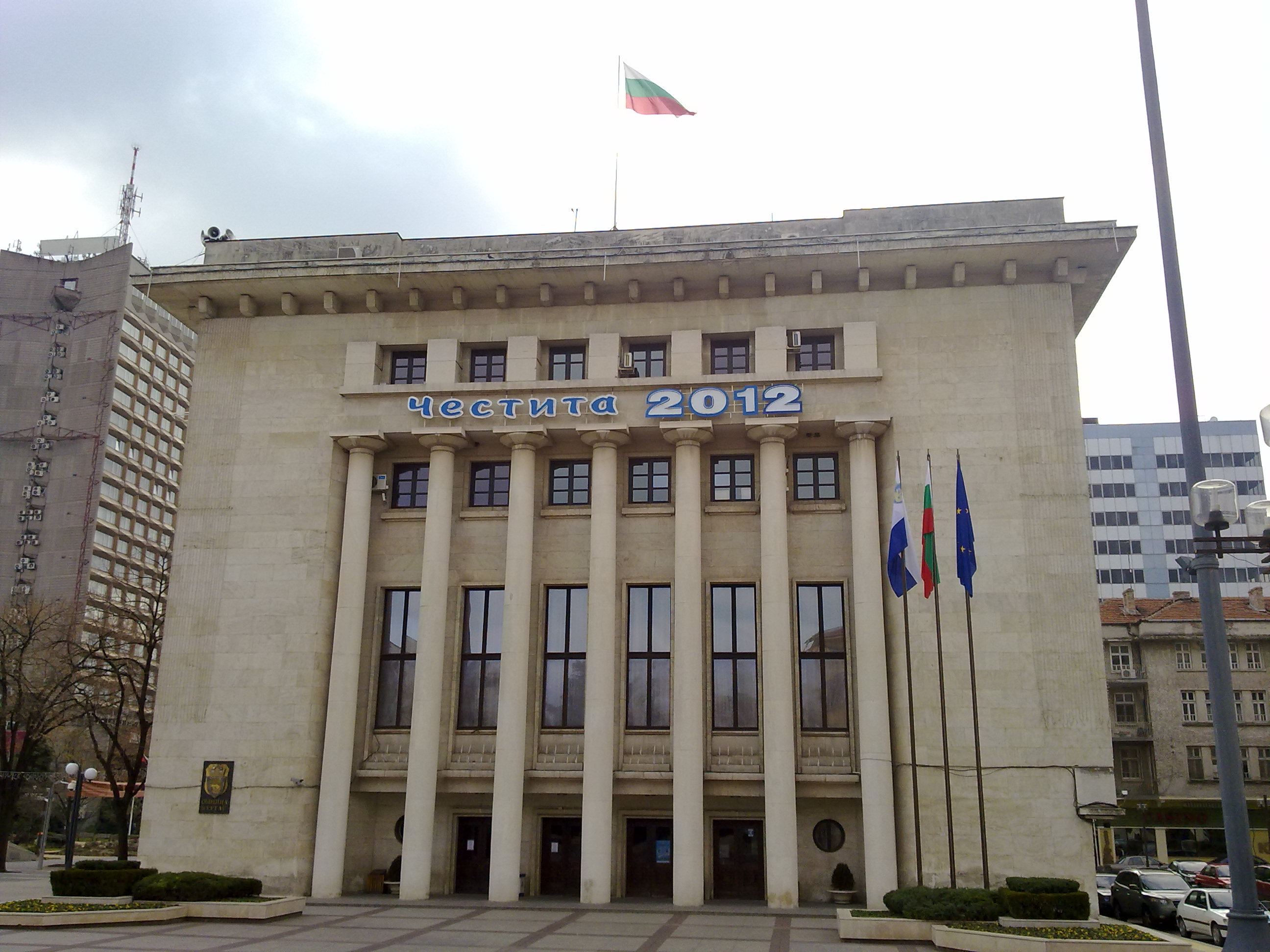
Ayuntamiento de Burgas

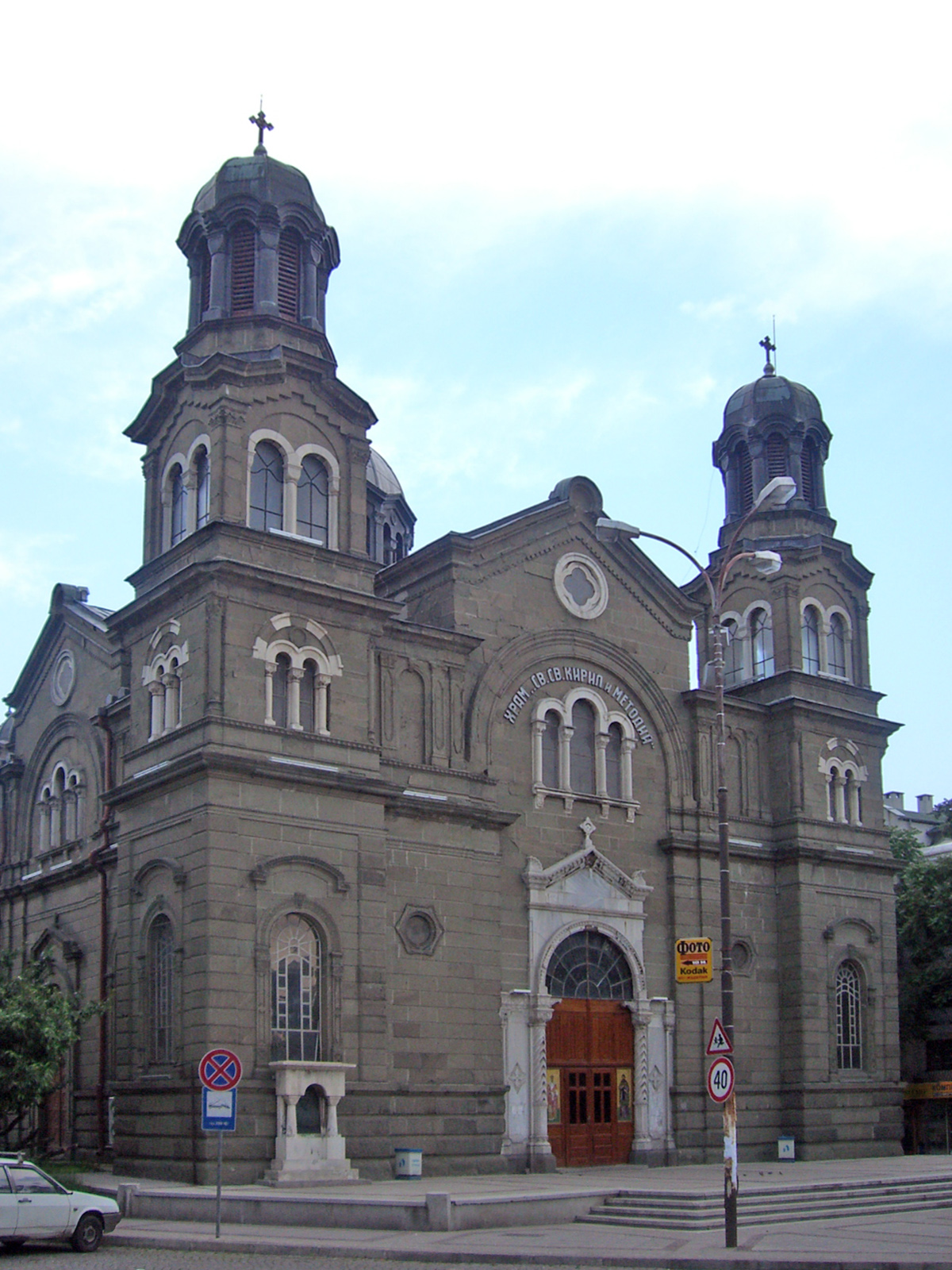
Catedral de Cirilo y Metodio

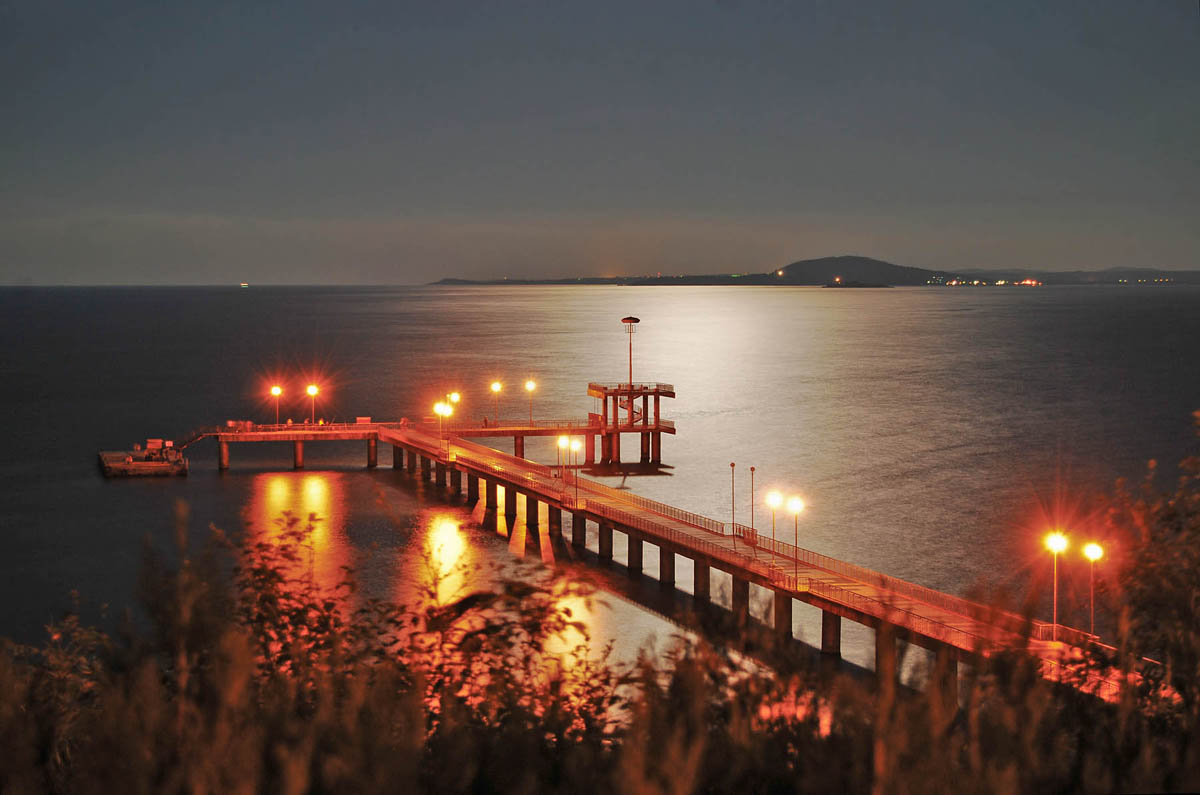
El Puente

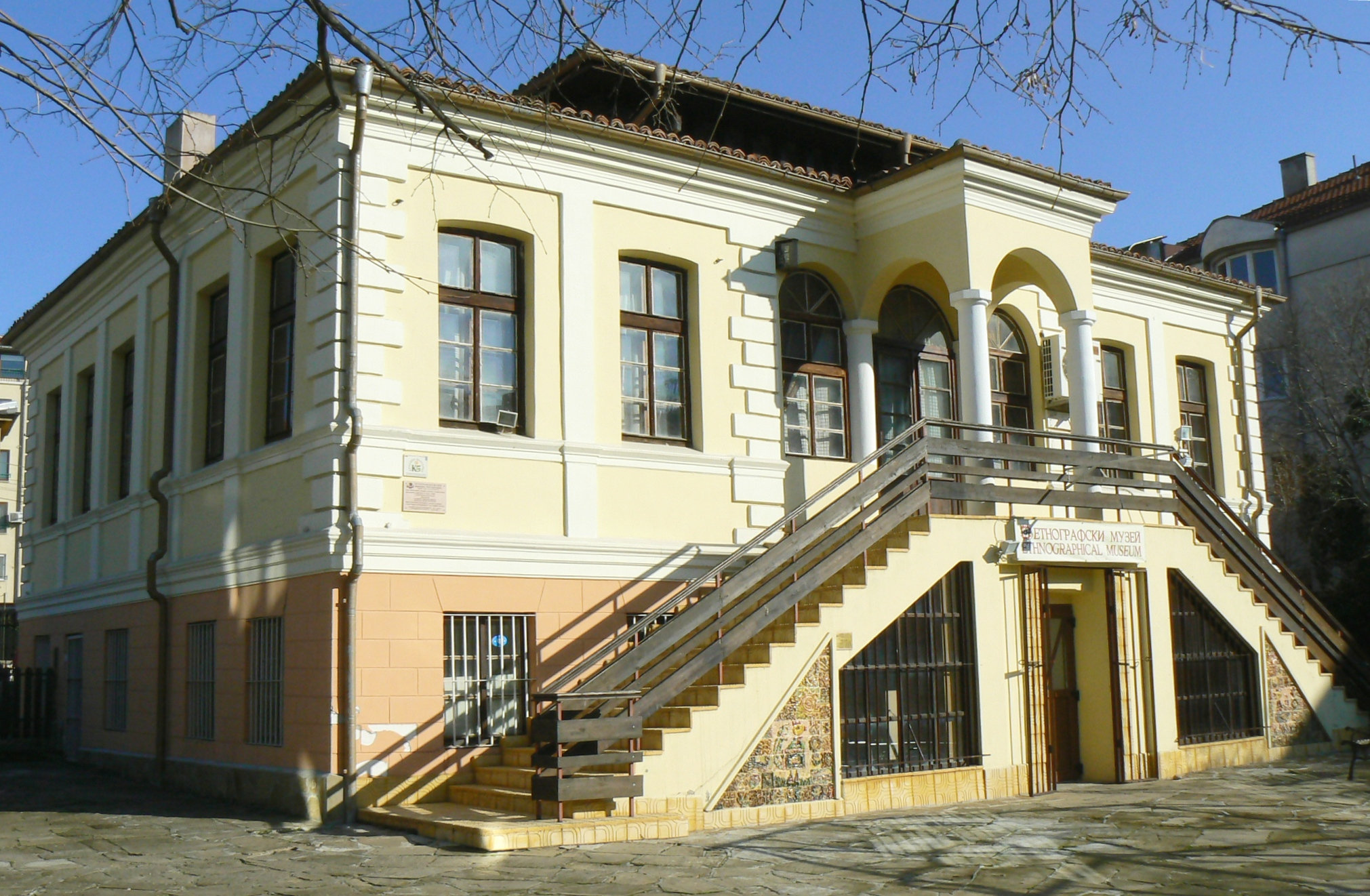
El Museo Etnográfico.

Burgas es una ciudad moderna, aunque en ella se pueden encontrar edificios que mantienen la arquitectura del siglo XIX. Las calles están enjardinadas y los parques y plazas gozan de un buen mantenimiento. Uno de los monumentos más populares es el Jardín del Mar con el casino y el puente. Por otra parte, muchos famosos relacionados con la cultura y el arte han hecho de Burgas su lugar de residencia.
- Auqa Calidae
- Fortaleza Poros
- Fortaleza Rusocastron
- Colonia Flavia Deultemsium
- Casino del Mar (1938)
- Edificio de la Aduana (estatua nacional de la cultura)
- Galería de la ciudad (antigua sinagoga)
- Teatro dramático "Adriana Budevska"
- Teatro de drama, ópera y balet (Ópera de Burgas)
- Teatro Infantil Nacional
- Jardín del Mar
- Teatro veraniego
- El "puente"
- Sala de Conciertos (Ivan Vulpe)
- Casa de Cultura del químico
- Centro cultural juvenil
- Monasterio "Sta. Bogoroditsa"
- Monasterio "Sto. Atanas"
- Biblioteca Regional "P. K. Yavorov"
- Casa Consistorial (edificio del ayuntamiento)
- Monumento memorial del Genocidio armenio
- Isla de Santa Anastasia con el Monasterio "Sta. Anastasia"

La parte septentrional de la playa de Burgas es característica por su arena negra.
El Festival Espíritu de Burgas.
Cerca se encuentran algunos poblados antiguos de otras culturas y civilizaciones. Los más grandes de ellos son: Nesebar (Mesembria), donde están unas de las iglesias más antiguas de estas tierras; Sozopol (Apolonia); Pomorie (Anjialo); Deultum (cerca del pueblo Debelt).

## Geografía

### Medio natural
En el entorno de Burgas se encuentran los lagos Vaya, Atanasovsko y Mandrensko, además de los parques naturales de "Poda",  "Usungeren" y "Chengene Skele".

### Clima
Burgas tiene un clima subtropical húmedo (clasificación climática de Köppen, Cfa), con considerables influencias de climas marítimo y continental. Los veranos son largos y secos con temperaturas máximas que superan los 20 C° y que podemos encontrar hasta el mes de noviembre. Los inviernos son suaves en comparación con el centro del país. La temperatura media está alrededor de los 12-12.5 C°. Burgas es la tercera ciudad más cálida de Bulgaria después de Sandanski y Petrich.
| Parámetros climáticos promedio de Burgas (2004-2017) | Parámetros climáticos promedio de Burgas (2004-2017) | Parámetros climáticos promedio de Burgas (2004-2017) | Parámetros climáticos promedio de Burgas (2004-2017) | Parámetros climáticos promedio de Burgas (2004-2017) | Parámetros climáticos promedio de Burgas (2004-2017) | Parámetros climáticos promedio de Burgas (2004-2017) | Parámetros climáticos promedio de Burgas (2004-2017) | Parámetros climáticos promedio de Burgas (2004-2017) | Parámetros climáticos promedio de Burgas (2004-2017) | Parámetros climáticos promedio de Burgas (2004-2017) | Parámetros climáticos promedio de Burgas (2004-2017) | Parámetros climáticos promedio de Burgas (2004-2017) | Parámetros climáticos promedio de Burgas (2004-2017) |
| Mes                                                  | Ene.                                                 | Feb.                                                 | Mar.                                                 | Abr.                                                 | May.                                                 | Jun.                                                 | Jul.                                                 | Ago.                                                 | Sep.                                                 | Oct.                                                 | Nov.                                                 | Dic.                                                 | Anual                                                |
| ---------------------------------------------------- | ---------------------------------------------------- | ---------------------------------------------------- | ---------------------------------------------------- | ---------------------------------------------------- | ---------------------------------------------------- | ---------------------------------------------------- | ---------------------------------------------------- | ---------------------------------------------------- | ---------------------------------------------------- | ---------------------------------------------------- | ---------------------------------------------------- | ---------------------------------------------------- | ---------------------------------------------------- |
| Temp. máx. media (°C)                                | 6                                                    | 8                                                    | 11                                                   | 16                                                   | 21                                                   | 26                                                   | 29                                                   | 28                                                   | 24                                                   | 19                                                   | 13                                                   | 8                                                    | 17.4                                                 |
| Temp. media (°C)                                     | 2                                                    | 4                                                    | 7                                                    | 11                                                   | 16                                                   | 21                                                   | 23                                                   | 23                                                   | 19                                                   | 14                                                   | 9                                                    | 4                                                    | 12.8                                                 |
| Temp. mín. media (°C)                                | -1                                                   | 0                                                    | 2                                                    | 7                                                    | 11                                                   | 16                                                   | 18                                                   | 18                                                   | 14                                                   | 9                                                    | 5                                                    | 1                                                    | 8.3                                                  |
| Precipitación total (mm)                             | 44                                                   | 42                                                   | 36                                                   | 47                                                   | 52                                                   | 48                                                   | 38                                                   | 28                                                   | 49                                                   | 50                                                   | 72                                                   | 58                                                   | 564                                                  |
| Días de precipitaciones (≥ 1 mm)                     | 8                                                    | 8                                                    | 8                                                    | 9                                                    | 9                                                    | 9                                                    | 6                                                    | 5                                                    | 5                                                    | 7                                                    | 9                                                    | 9                                                    | 92                                                   |
| Horas de sol                                         | 83                                                   | 112                                                  | 165                                                  | 225                                                  | 273                                                  | 312                                                  | 345                                                  | 312                                                  | 244                                                  | 173                                                  | 116                                                  | 72                                                   | 2422                                                 |
| Fuente: World Meteorological Organisation (UN)       |                                                      |                                                      |                                                      |                                                      |                                                      |                                                      |                                                      |                                                      |                                                      |                                                      |                                                      |                                                      |                                                      |

## Deportes
| Equipo                      | Deporte | Competición                  | Estadio       | Creación  |
| --------------------------- | ------- | ---------------------------- | ------------- | --------- |
| PSFC Chernomorets Burgas    | Fútbol  | Liga Profesional de Bulgaria | Estadio Lazur | 1919      |
| PFC Naftex Burgas (extinto) | Fútbol  | Liga Profesional de Bulgaria | Estadio Lazur | 1964-2009 |

## Transportes
|  | Aeropuerto           | Código IATA | Código OACI |
|  | -------------------- | ----------- | ----------- |
|  | Aeropuerto de Burgas | BOJ         | LBBG        |

## Ciudades hermanadas
Burgas está hermanada con las siguientes ciudades:
- Alexandrópolis (Grecia)
- Batumi (Georgia)
- Gante (Bélgica)
- Krasnodar (Rusia)
- Poti (Georgia)
- Rijeka (Croacia)
- Róterdam (Países Bajos)
- San Francisco (Estados Unidos)
- Yalova (Turquía)
- Yantai (China)